# Pallacanestro Muraltese
La Pallacanestro Muraltese è una società cestistica femminile e maschile della Svizzera Italiana con sede a Muralto, comune nelle vicinanze di Locarno sulle sponde del Lago Maggiore.
La squadra è stata fondata il 9 aprile 1952.
Nella stagione 1975-76 ha vinto il primo scudetto della sua storia.
La SP Muraltese è una delle poche società cestistiche del Canton Ticino che ha un settore giovanile sia maschile sia femminile.
Ogni hanno iscrive ai vari campionati di categoria (da U8 a U19) ca. 9-10 squadre con un movimento che comprende più di 200 giovani.
Dal 2013 la SP Muraltese collabora con il Riva Basket per la squadra femminile che milita nel Campionato di Lega Nazionale A.
Nella stagione 2015-16 ha vinto la Coppa Svizzera femminile.
Nella stagione 2016-17 parteciperà con una squadra maschile al campionato di 1 Lega Nazionale.

## Allenatori
- 2007-2009:  Milan Mlađan
- ????-2011:  Chiara Clerici
- 2011-2013:  Mirko Cipolletti
- 2020-:  Valerio Pedrocca